# Lurocalis
Genre
Lurocalis est un genre d'oiseaux de la famille des Caprimulgidae.

## Liste d'espèces
Selon la classification de référence du Congrès ornithologique international (version 2.9, 2011) :
- Lurocalis semitorquatus (Gmelin, 1789) – Engoulevent à queue courte
- Lurocalis rufiventris Taczanowski, 1884 – Engoulevent à ventre roux